# Adventure (Computerspiel, 1979)
Adventure für die Spielkonsole Atari 2600 ist ein Videospiel, das von Warren Robinett entwickelt und 1979 von Atari, Inc. veröffentlicht wurde. Es war das erste Action-Adventure und gilt auch als das erste Spiel, welches ein Easter Egg enthielt. Zudem ist es eines der ersten Spiele für dieses System und wurde über 1 Million Mal verkauft. Adventure gilt ferner als frühes Open-World-Spiel.

## Spielprinzip
Ziel des Grafik-Spiels ist es, einen verzauberten Kelch, den ein böser Zauberer in einem Labyrinth versteckt hat, zu finden und ihn zum goldenen Palast zurückzubringen. Das Labyrinth enthält eine Anzahl von Räumen und zwei weitere Paläste (schwarz und weiß) mit weiteren Labyrinthen. Das Spiel findet aus der Draufsicht statt; die Charaktere sind jedoch im Profil dargestellt, die Spielfigur ist lediglich ein quadratischer großer Pixel. Die Grafik besteht aus einfacher, typischer Atari-Grafik. Labyrinthgrenzen bzw. Wände sind lediglich farbige Balken mit Unterbrechungen an bestimmten Stellen oder Seiten des Bildschirmrands.
Als Gegner gibt es drei verschiedene Drachen:
- Yorgle, der gelbe Drache: Er fürchtet sich vor dem goldenen Schlüssel und flieht davor. Er bewacht den verzauberten Kelch.
- Grundle, der grüne Drache: Er ist aggressiver als Yorgle und bewacht den Magneten, die Brücke, den schwarzen Schlüssel und den Kelch.
- Rhindle, der rote Drache: Er ist der schnellste und der aggressivste der drei Drachen. Er bewacht den weißen Schlüssel und den Kelch.

Die Drachen können „getötet“ werden, indem man sie mit einem Schwert berührt, das allerdings erst gefunden werden muss. Wenn der Schalter für den Schwierigkeitsgrad an der Konsole auf „A“ eingestellt ist, fliehen die Drachen, wenn sie das Schwert sehen. Die Drachen jagen die Spielfigur und versuchen, sie zu fressen. Wenn ihnen dies gelingt, landet der Avatar im Bauch des Drachen und kann nicht mehr bewegt werden. Das Spiel ist damit eigentlich beendet. Anstatt eines Neustarts hat der Spieler jedoch die Möglichkeit, das Spiel über „game reset“ fortzusetzen, wobei die Spielfigur im goldenen Palast wiedererscheint, während alle übrigen Objekte ihre Position beibehalten und bereits getötete Drachen ebenfalls wieder zum Leben erwachen.
Der Spieler muss die zu den Palästen passenden Schlüssel finden, um deren Türen zu öffnen und weiter fortschreiten zu können. Außer dem Schwert und den Schlüsseln, gibt es eine magische Brücke, die es ermöglicht, Labyrinthwände zu durchqueren, und einen Magneten, welcher im Raum befindliche Gegenstände an sich zieht (jedoch immer nur einen Gegenstand). Der Magnet ist ein Bugfix für das Problem, dass die Fledermaus Objekte an Stellen ablegt, die der Spieler nicht erreichen kann. Ein geplantes Element des Spiels ist es, dass der Spieler jeweils nur ein Objekt tragen kann. Will er ein anderes Objekt aufnehmen, legt er das aktuell getragene an Ort und Stelle ab. Neben den Drachen gibt es eine umherfliegende Fledermaus, die sich in zwei Zustandsformen befinden kann (erregt und nicht erregt). Im erregten Zustand ergreift die Fledermaus Gegenstände (aber gelegentlich auch Drachen) und trägt sie fort, während sie im ruhigen Zustand nur umherfliegt. Wenn die Fledermaus ein Objekt trägt, welches der Spieler gerade benötigt, kann er die Fledermaus einfangen, um so das Objekt der Fledermaus indirekt zu tragen.
Es gibt drei verschiedene Schwierigkeitsgrade:
1. enthält eine reduzierte Spielwelt mit weniger Räumen. Außerdem fehlen die Fledermaus und der rote Drache.
2. enthält die komplette Spielwelt, mit fest verteilten Objekten.
3. enthält ebenfalls die komplette Spielwelt, wobei die Objekte jedoch zufällig verteilt sind.

## Easter Egg
Der Spieler kann im Labyrinth des schwarzen Palastes, an einer Stelle, welche nur mittels der Brücke zu erreichen ist, einen sehr kleinen und daher kaum sichtbaren Pixel finden und aufnehmen. Dieser Pixel wird durch den Magneten nicht angezogen und hat dieselbe Farbe wie die Gänge, durch die sich der Spieler bewegt. Bringt der Spieler diesen Pixel nun an das östliche Ende des Korridors unterhalb des goldenen Palastes und befindet sich in diesem Raum ein weiterer Gegenstand, so verschwindet die rechte Wand des Raums und gibt den Zugang zu einem weiteren Raum frei, in welchem sich eine senkrechte Schriftreihe mit dem Namen des Entwicklers Warren Robinett befindet („Created by Warren Robinett“). In der Adventure-Version auf der Classics-10-In-1-TV-Games-Konsole, welche im Jahr 2003 von der amerikanischen Firma Jakks Pacific herausgebracht wurde, wurde der Schriftzug mit dem Namen des Entwicklers durch „Text?“ ersetzt.
Die ROM-Größe beträgt vier Kilobyte, 5 % davon wurden für die Grafik und Spiellogik des Easter Egg benötigt.
The Legend of Zelda übernahm das Spielprinzip und die Idee des Easter-Eggs. Im Film Ready Player One spielen das Spiel und dessen Easter Egg eine zentrale Rolle.

## Portierungen und Wiederveröffentlichungen
- Atari Classics 10 In 1 TV Games (2003) Konsole in Form des bekannten Atari Joysticks
- Atari Flashback (2004)
- Atari Anthology (2004) für die PlayStation 2 und Xbox
- Atari Flashback 2 (2005)
- Atari Flashback 3 (2011)
- Atari: 80 Classic Games in One! (2005) für Windows
- Game Room für Xbox Live Arcade und Games for Windows Live (2010)
- Atari’s Greatest Hits for iOS, veröffentlicht im April 2011 für iPhone, iPad, und iPod Touch.
- Atari Vault (2017) für PC verfügbar, enthält 100 alte Atari Spiele
- Evercade #1: Atari Collection 1 (2020) für Evercade
- Atari 50: The Anniversary Celebration (2022) für Nintendo Switch, PlayStation 4, PlayStation 5, Xbox One, Xbox Series, Microsoft Windows